# المر بن سالم الحضرمي
هو الشاعر و الأديب المرّ بن سالم الحضرمي والملقب ( بشاعر الجوف ) نسبة إلى أرض الجوف الواقعة في محافظة الداخلية (سلطنة عمان) .ولد في بلدة فرق في ولاية نزوى (سلطنة عمان).
سنة 1238 هجرية الموافق لسنة 1823 للميلاد .وتوفي سنة 1336 هجرية الموافق لسنة 1917 ميلادية. نبغ في علوم اللغة العربية وعمل مدرسا في بلدة فرق. 

## أشعاره
تتسم انتاجاته الشعرية بقوة وجزالة المعاني وما يمتاز به من بديع فنون النظم والقوافي. له ديوان شعر غير منشور جمعه مصطفى بن زاهر الحضرمي.

## قصائده
أشهرها:
- نشيد رجاء الإله.
- إنابة ودعاء.
- هجر وشجن.
- قصيدة التوبة.
- عتاب ورثاء.